# Murat Dalkılıç

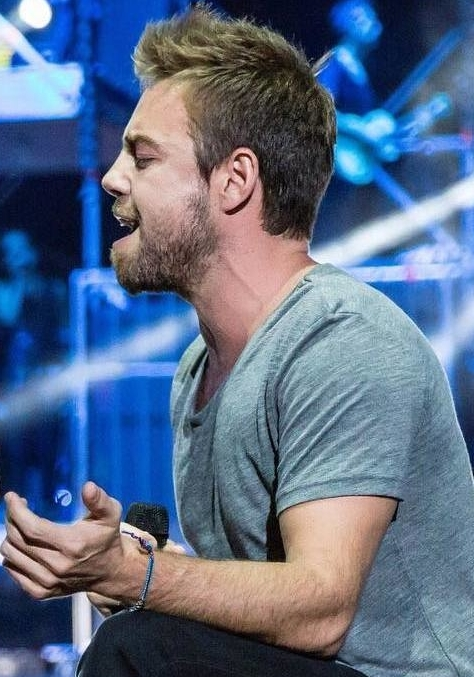
Murat Dalkılıç (2016)

Sırrı Murat Dalkılıç (* 7. August 1983 in Izmir), bekannt unter seinem Künstlernamen Murat Dalkılıç, ist ein türkischer Musiker und Schauspieler. In den 2010er Jahren hat er sich zu einem erfolgreichen Pop-Sänger entwickelt.

## Karriere
Seine Musikkarriere begann im Jahr 2008 mit der Single Kasaba. Sein Debütalbum Merhaba wurde zwei Jahre später veröffentlicht.
Im Jahr 2009 gewann er einen Altın Kelebek Award in der Kategorie Bester Newcomer.
Im Jahr 2015 nahm er gemeinsam mit Volga Tamöz an dem ABU TV Song Festival mit dem Song Katilimiz Olursun teil.
In seiner bisherigen Musiklaufbahn machte er mit zahlreichen Hits wie Kasaba, La Fontaine, Külah, Kıyamadım İkimize, Merhaba Merhaba, Bir Güzellik Yap, Lüzumsuz Savaş, Kader, Bir Hayli, Neyleyim İstanbul'u, Bu Nasıl Aşk, Derine, Leyla, Yani, İki Yol, Kırk Yılda Bir Gibisin, Soktuğu Duruma Bak, Aşinayız oder Son Liman auf sich aufmerksam.

## Diskografie

### Alben
- 2010: Merhaba
- 2012: Bir Güzellik Yap
- 2014: Daha Derine
- 2016: Epik
- 2019: Afeta
- 2025: O

### EPs
- 2008: Kasaba

### Singles
| - 2008: Kasaba (Cameoauftritt von Murat Boz) - 2009: La Fontaine - 2010: Külah - 2010: Kıyamadım İkimize - 2010: Merhaba Merhaba - 2011: Dönmem - 2011: Çatlat - 2011: Şık Şık (mit Volga Tamöz & Grup Hepsi) - 2012: Bir Güzellik Yap (Hintergrundstimme: Gülşen) - 2012: Lüzumsuz Savaş (Hintergrundstimme: Zeynep Bastık) - 2012: Kader - 2013: Bir Hayli (Original: Bertan Asllani – Akoma Të Du) - 2013: Neyleyim İstanbul'u - 2013: Yalan Dünya - 2014: Bu Nasıl Aşk - 2014: Derine (Original: Mohamed Hamaki – Da Lolak) - 2014: Leyla (mit Boygar) - 2015: Ben Kalp Sen (mit Zeynep Bastık) - 2015: Yani - 2015: İki Yol - 2015: Eğlen Güzelim - 2015: Kördüğüm - 2015: Kırk Yılda Bir Gibisin (mit Emrah Karaduman) - 2015: Katilimiz Olursun (mit Volga Tamöz) - 2015: Kalbini Dinlesen (mit İskender Paydaş) - 2016: Mağlubiyet (mit Oğuzhan Uğur) - 2016: Adagio / Sessiz Gemi (mit Aysun Kocatepe) - 2016: Yaşamak Güzel - 2016: Ben Bilmem - 2016: Soktuğu Duruma Bak - 2017: Daha İyisi Gelene Kadar | - 2017: Rivayet - 2017: Aşinayız (mit Oğuzhan Koç) - 2017: Çocuk (mit Beşiktaş Çocuk Korosu) - 2018: Ah Güzel İstanbul (mit Deniz Özçelik) - 2018: Sevdanın Tadı - 2019: Son Liman - 2019: Kim Kafa Tutabilmiş Aşka - 2020: Dollyphant (Happy New Year, Lullaby, Balloon) - 2020: Afeta - 2020: Müjgan - 2020: Orta Yol - 2020: Bu Gece - 2021: Yerin Dibi - 2021: Pulim (Akustik) - 2021: Sevemedim Kara Gözlüm (Akustik) - 2021: Alaturka (Akustik) - 2021: Aşkımız Bitecek (Akustik) - 2021: Cevapsız Sorular (mit Alya) - 2021: Nefes - 2021: Bi Dolu Hiç - 2022: Che - 2022: Mavra - 2022: Kaf (mit Özlem Başar) - 2022: Delil (mit Şiar) - 2022: Nasreddin Hoca Zaman Yolcusu - 2023: Can (mit Feride Hilal Akın) - 2024: İntihar Süsü - 2025: Ben Bilmem (mit Yağmur Hızal) - 2025: Adı Yok - 2025: Mesafeler |

Quelle:

### Gastauftritte
- 2016: Görev (von Hande Yener – Hintergrundstimme)

## Filmografie
Filme
- 2015: Mazlum Kuzey
- 2016: Bizans Oyunları
- 2018: Dünya Hali
- 2022: Recep İvedik 7

Serien/TV-Shows
- 2014: Sil Baştan
- 2014: Söyle Söyleyebilirsen
- 2020/21: Menajerimi Ara
- 2022: Sadece Arkadaşız

## Auszeichnungen
- 2009: Altın Kelebek Award in der Kategorie Bester Newcomer